# Celtis hypoleuca
Celtis hypoleuca är en hampväxtart som beskrevs av Jules Émile Planchon. Celtis hypoleuca ingår i släktet Celtis och familjen hampväxter. Inga underarter finns listade i Catalogue of Life.